# Trofeo Laigueglia 1969
Il Trofeo Laigueglia 1969, sesta edizione della corsa, si svolse il 15 febbraio 1969, su un percorso di 160 km. La vittoria fu appannaggio dell'italiano Claudio Michelotto, che completò il percorso in 4h10'00", precedendo il belga Eddy Merckx e il connazionale Franco Bitossi. 
I corridori che presero il via da Laigueglia furono 113, mentre coloro che portarono a termine il percorso sul medesimo traguardo furono 62.

## Ordine d'arrivo (Top 10)
| Pos. | Corridore          | Squadra    | Tempo    |
| ---- | ------------------ | ---------- | -------- |
| 1    | Claudio Michelotto | Max Meyer  | 4h10'00" |
| 2    | Eddy Merckx        | Faema      | a 49"    |
| 3    | Franco Bitossi     | Filotex    | s.t.     |
| 4    | Ottavio Crepaldi   | Sanson     | s.t.     |
| 5    | Raymond Poulidor   | Mercier-BP | s.t.     |
| 6    | Roger Swerts       | Faema      | s.t.     |
| 7    | Adriano Durante    | Scic       | a 1'03"  |
| 8    | Giuseppe Grassi    | Filotex    | s.t.     |
| 9    | Flaviano Vicentini | Filotex    | s.t.     |
| 10   | Franco Vanzin      | Sagit      | s.t.     |